# Kaména Voúrla
Kaména Voúrla (Kamena Vourla) är en kommunhuvudort i Grekland.   Den ligger i prefekturen Fthiotis och regionen Grekiska fastlandet, i den centrala delen av landet, 120 km nordväst om huvudstaden Aten. Kaména Voúrla ligger 8 meter över havet och antalet invånare är 2 761.
Terrängen runt Kaména Voúrla är varierad. Havet är nära Kaména Voúrla åt nordost. Runt Kaména Voúrla är det ganska glesbefolkat, med 45 invånare per kvadratkilometer. Kaména Voúrla är det största samhället i trakten. 